# 大安達曼人
大安達曼人，是安達曼群島四大安達曼人族群之一。自1970年代以來居住在安達曼群島中部的海峽島。

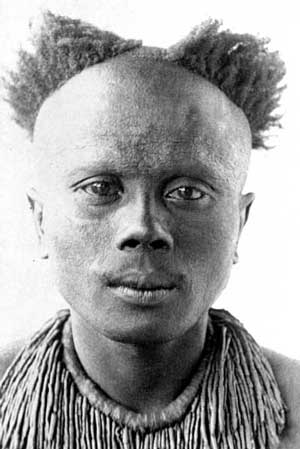

大安達曼人最初分為十個主要的部落，有不同但密切相關的語言。大安達曼人與其他三個矮黑人族群有明確相關的關係，因地理關係分為不同的語言與文化的群體。
大安達曼人一度是安達曼群島最大的矮黑人族群，人口在2000-6000人之間，在18世紀與英國人接觸後因疾病，酒精、殖民戰爭和狩獵領地損失，人口嚴重減少，2010年2月只有52人仍生存。
因印度移民影響，他們信仰印度教。